# Pietro della Vecchia

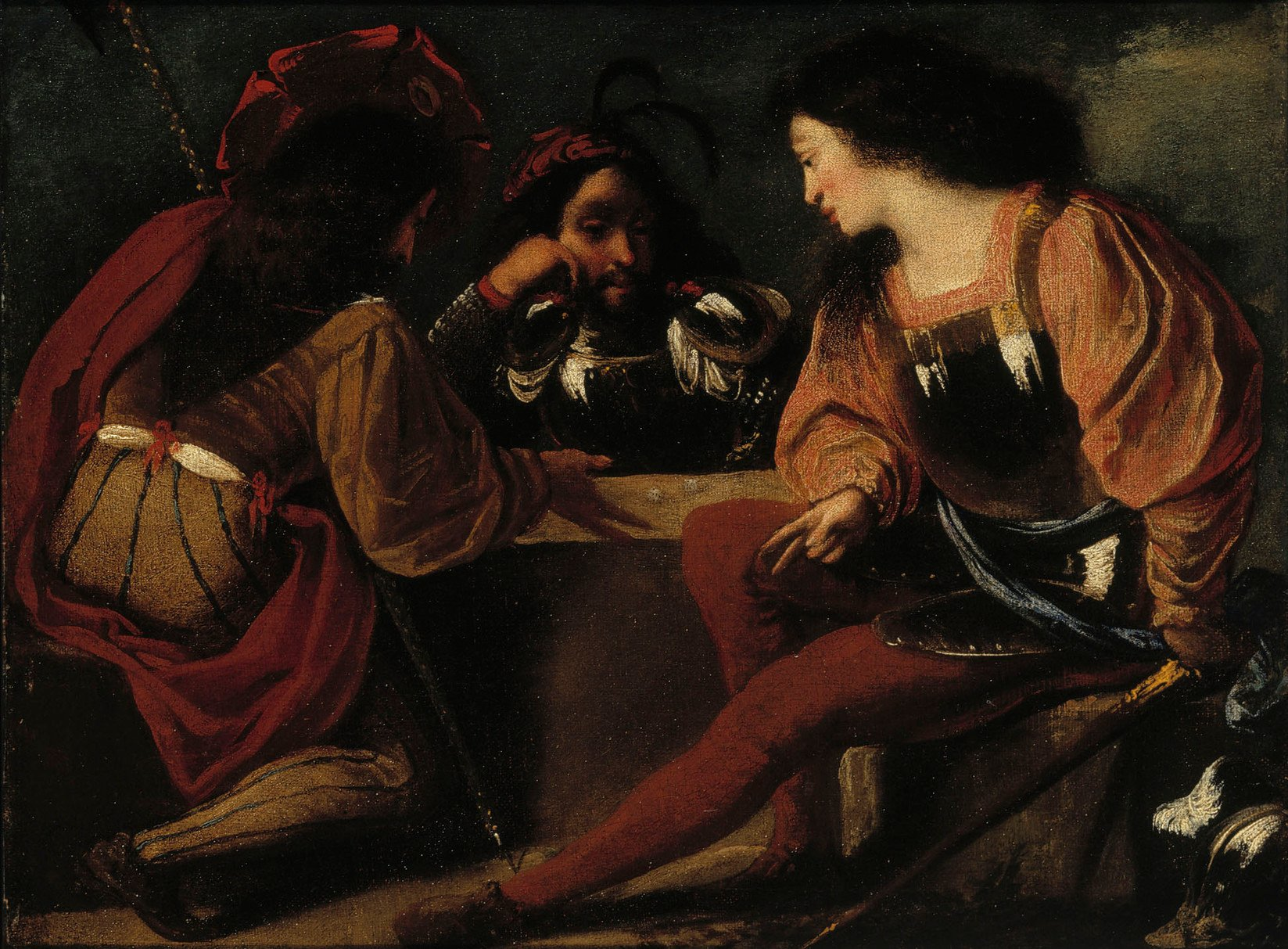
Würfelspieler, Finnische Nationalgalerie, Helsinki

Pietro della Vecchia, früher aufgrund eines Missverständnisses als Pietro Muttoni aufgeführt (* 1602 oder 1603; † 8. September 1678 in Venedig), war ein italienischer Maler des Barock.  Er malte in vielen Genres und schuf Altarbilder, Porträts, Genreszenen und Karikaturen. Er schuf auch Pastiches von Werken führender italienischer Maler des 16. Jahrhunderts. Della Vecchia wurde als Kunstexperte gesucht und bewertete Kunstwerke. Er arbeitete den größten Teil seines Lebens in Venedig, abgesehen von einem kurzen Aufenthalt in Rom.

## Name und Abstammung
Die Verwechslung mit dem Namen Muttoni (dem Namen einer Sammlung), unter dem er bis in die 1970er/1980er Jahre meist aufgeführt ist, geschah Ende des 18. und Anfang des 19. Jahrhunderts durch den Kunsthistoriker Luigi Lanzi (1732–1810) in seiner Storia pittorica della Italia (der wiederum war einem Fehler von F. Bartoli in dessen Kunstgeschichte von Rovigo 1793 aufgesessen). In Wirklichkeit hieß er von Anfang an Della Vecchia, der Name einer alteingesessenen venezianischen Familie. Sein Vater Gasparo della Vecchia war ebenfalls Maler.

## Leben
Della Vecchia wurde möglicherweise 1602 oder 1603 in Vicenza oder 1605 in Venedig geboren. Die ersten Dokumente, in denen er nachweisbar ist, stammen von 1626 und 1628 und sind Rechnungen für die Ausführung der Fahne für die Bruderschaft der Karmeliter in San Marco. Zwischen 1629 und 1640 wurde er in die Malergilde von Venedig aufgenommen. Sein erstes datiertes Gemälde ist der Monte Calvario in der Kirche San Lio in Venedig von 1633.

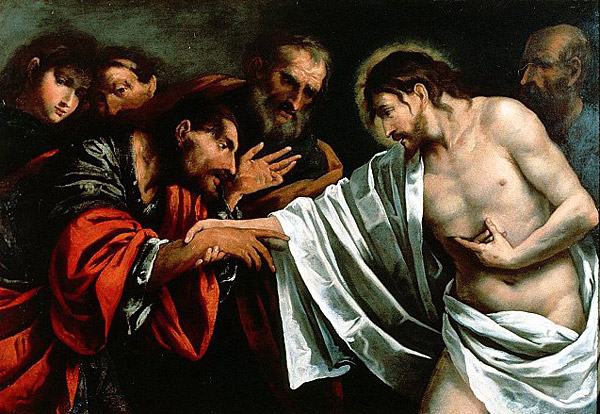
Der Zweifel von St Thomas

Er ging wahrscheinlich bei dem Maler aus Padua Alessandro Varotari (genannt Padovanino, 1588–1649) in die Lehre, wo er ein starkes Interesse für venezianische Maler des 16. Jahrhunderts entwickelte, insbesondere Tizian und Giorgione. Seine frühen Werke zeigen auch einen großen Einfluss von Carlo Saraceni (1579–1620) und dessen Schüler Jean Le Clerc (1587/88–1633). Beide zeigen als Tenebristen Einflüsse der Hell-Dunkel-Malerei von Caravaggio. LeClerc verließ aber schon 1621/22 Venedig. Della Vecchia war wahrscheinlich bald darauf in Rom und arbeitete ab etwa 1625/26 im Atelier von Padovanino. Dessen Einfluss zeigt sich vor allem in Gemälden ab 1635. Ab etwa 1640 zeigt sich auch ein Einfluss des Genueser Malers Bernardo Strozzi (1588–1644).
Pietro della Vecchia war dafür bekannt, dass er den Stil der venezianischen Meister des 16. Jahrhunderts sehr gut imitieren konnte. Er malte Porträts, religiöse Szenen, groteske Szenen und idyllische Landbilder im Vorgriff auf den Rokoko-Stil.
Pietro della Vecchia war ein Schwiegersohn des Caravaggisten Nicolas Régnier (Renieri), der auch als Kunsthändler in Venedig wirkte (Heirat 1630). Seine Frau Clorinda Renieri war gleichfalls Malerin und wurde als geistreich, von hoher Statur und großer Schönheit geschildert.
Er galt in den 1640er Jahren als einer der führenden Maler religiöser Themen in Venedig und wurde 1640 offizieller Maler der Republik Venedig (pitor ducal in San Marco), für die er 1640 bis 1673 die Ausführung von Mosaiken in der Basilika von San Marco überwachte und dafür die Vorlagen entwarf (auch als Gemälde in Originalformat an Stelle von bis dahin üblicher Kartonzeichnungen).
Er liegt in der Kirche San Canzian in Venedig begraben.
Bilder von ihm sind unter anderem (neben Venedig) in der Eremitage, im Kunsthistorischen Museum Wien, im Art Institute of Chicago, in Prag, Moskau, im Prado und der Staatsgalerie Würzburg.

## Galerie

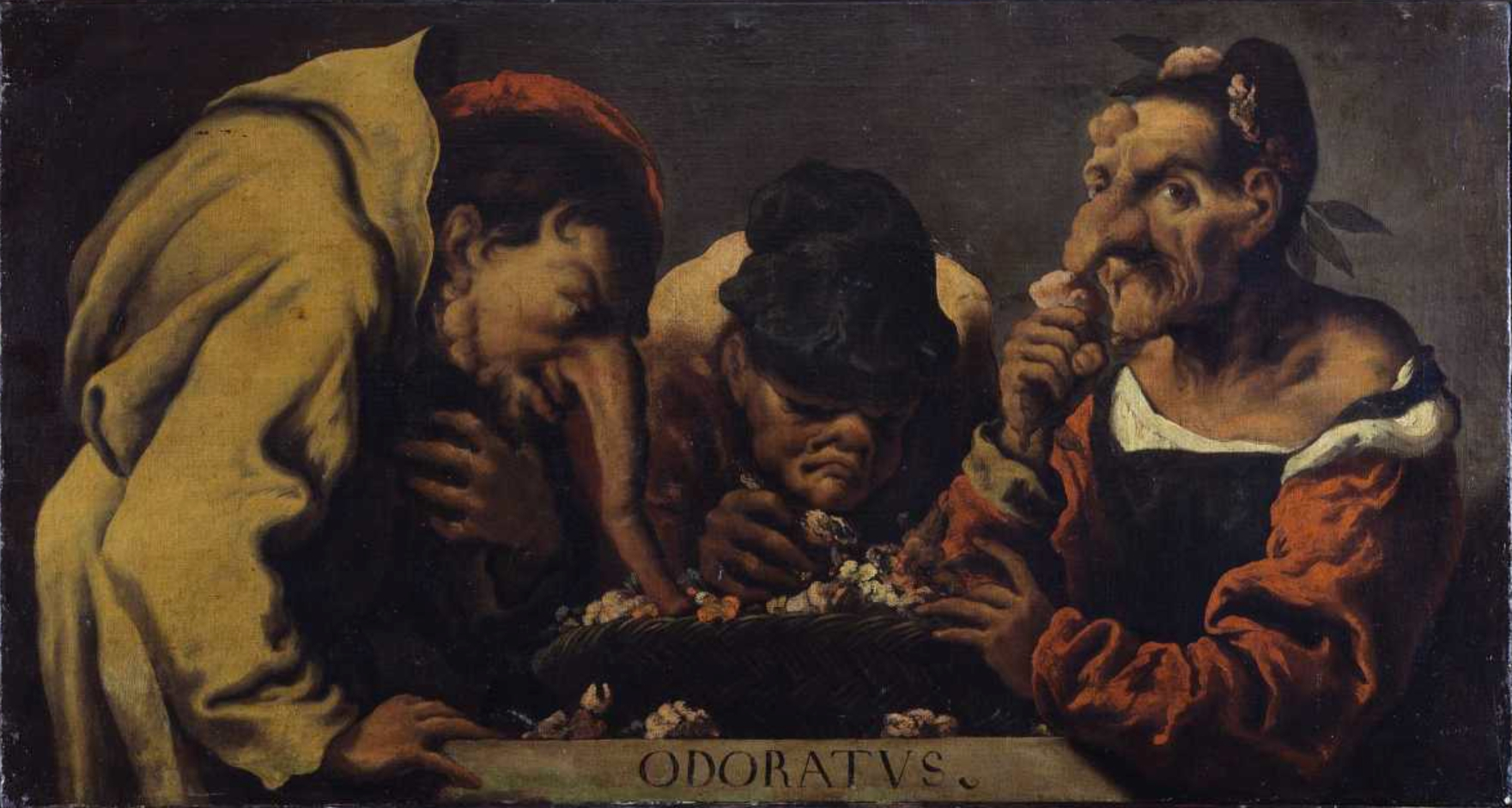
Allegorie des Geruchs
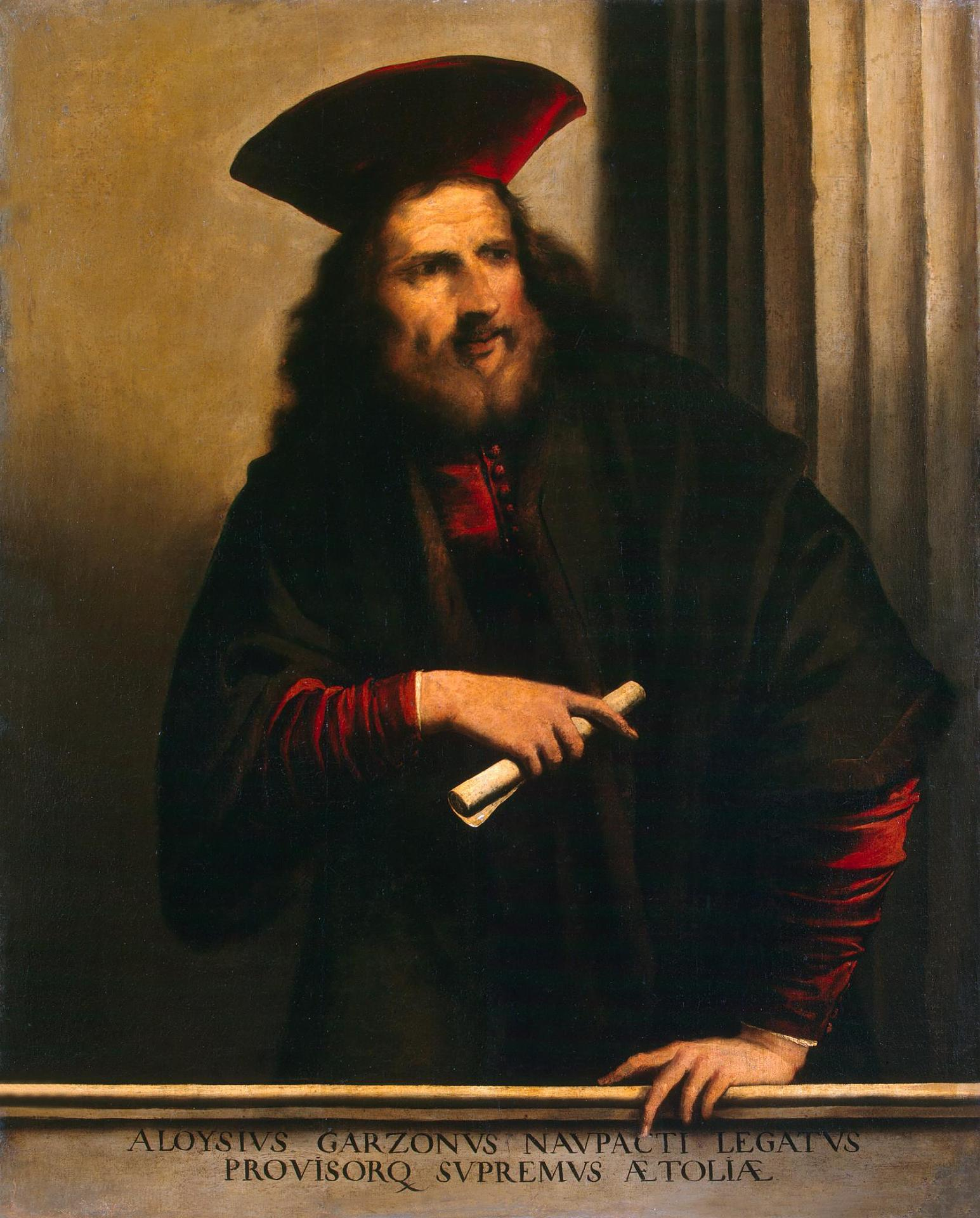
Aloysio Garzoni, um 1640, Eremitage
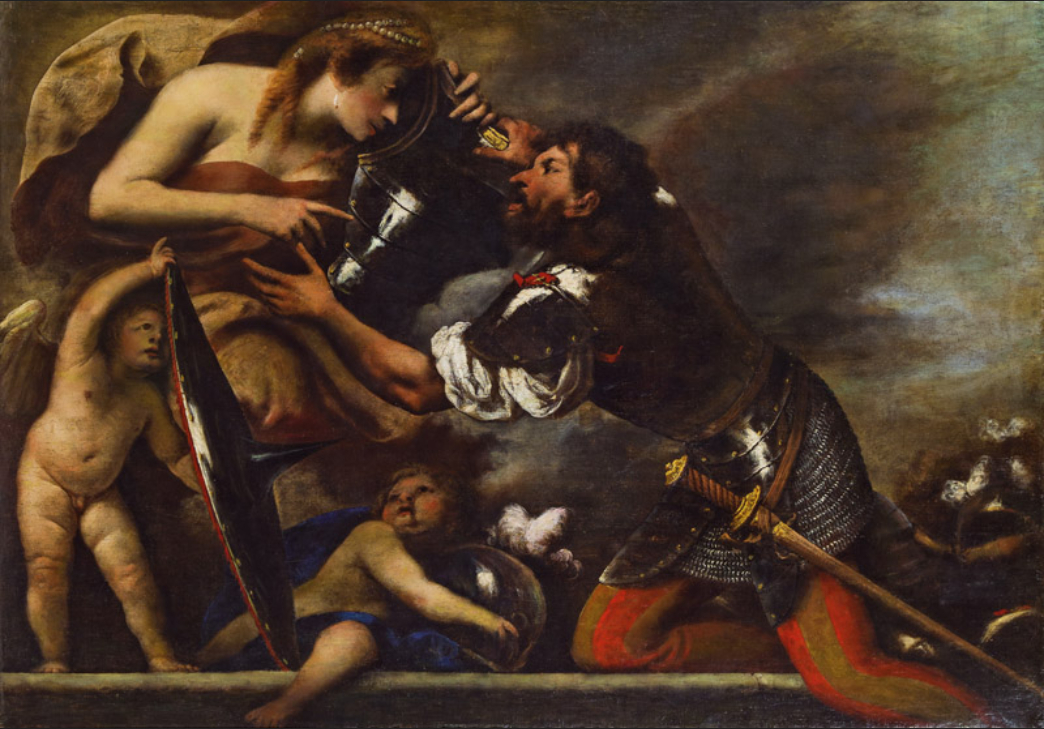
Venus und Mars
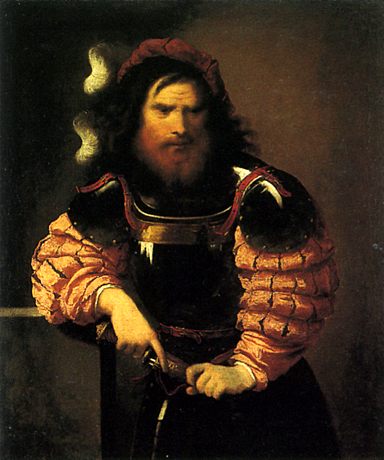
Der rote Krieger
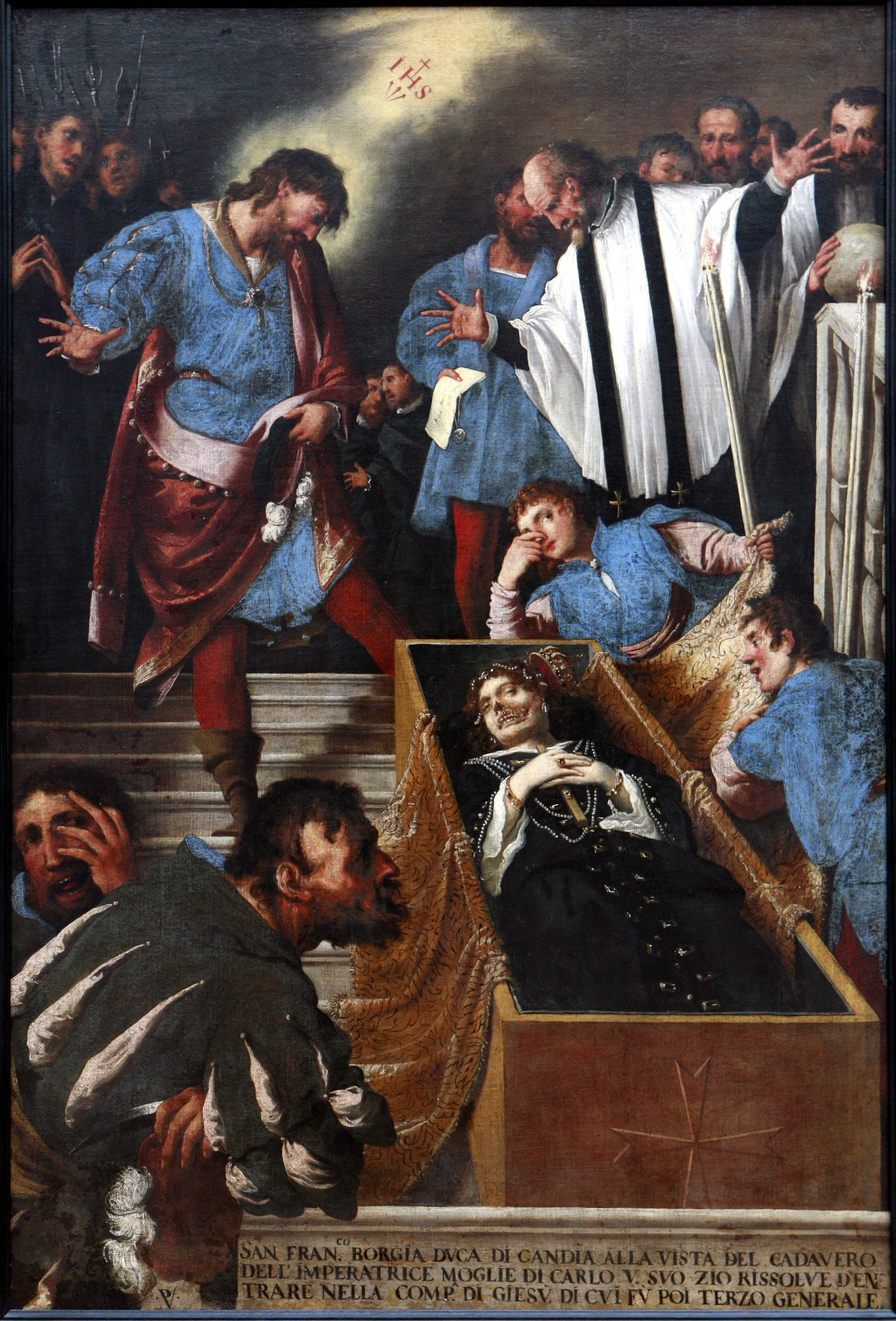
Illumination de Saint François Borgia, Musée des beaux-arts de Brest
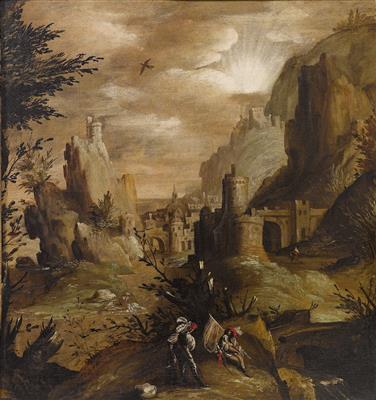
Landschaft mit Soldaten
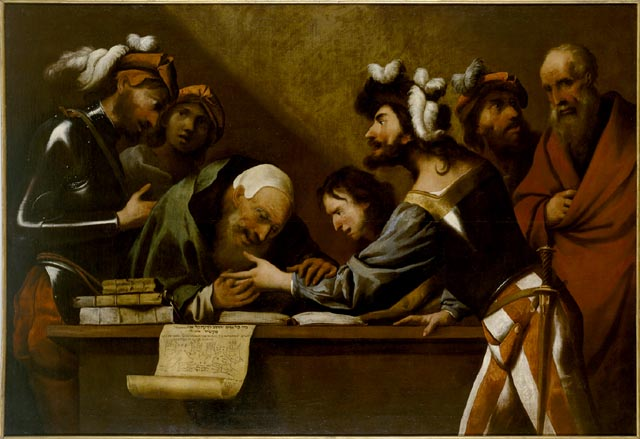
Der Wahrsager
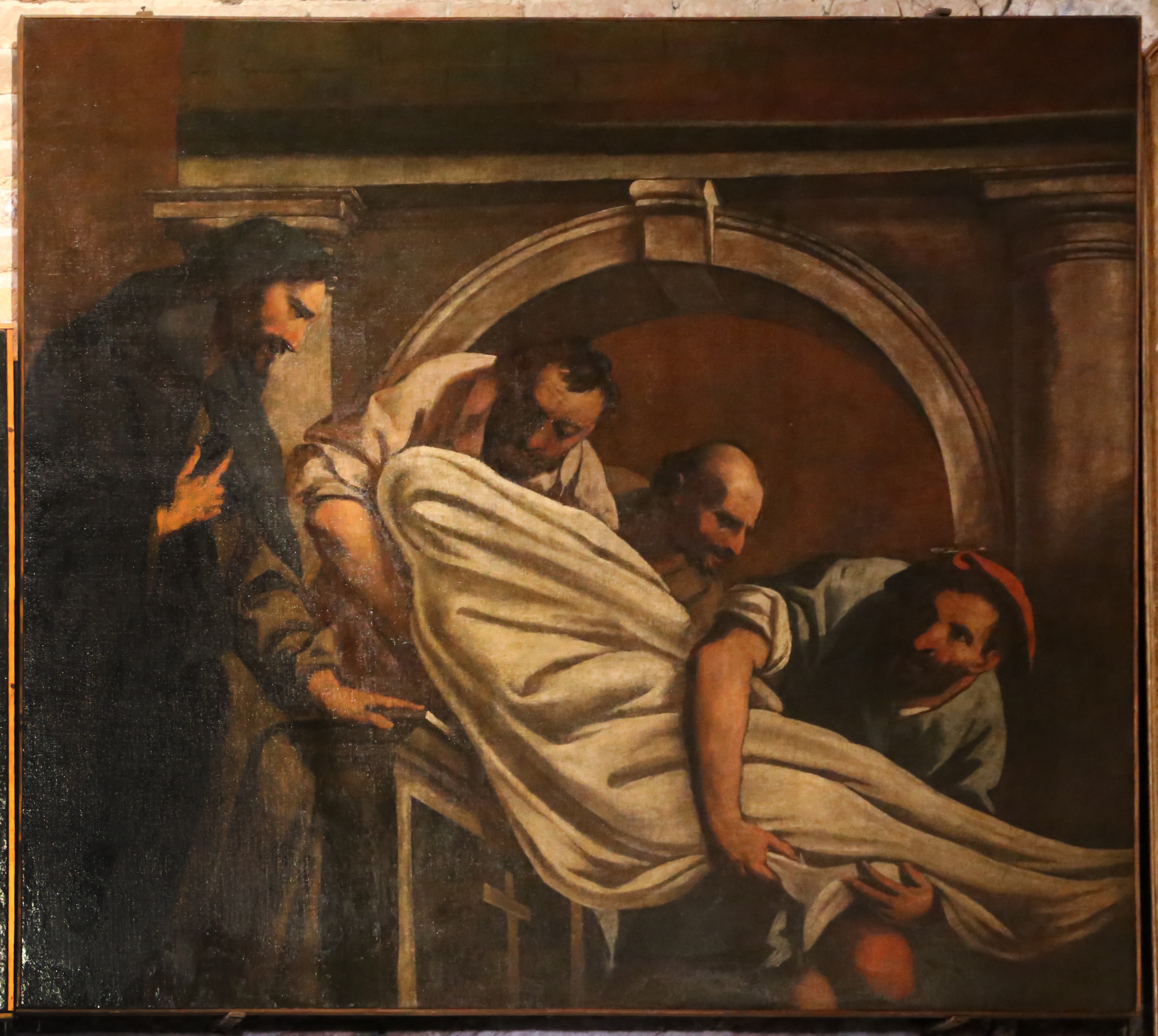
Raub der Reliquien des hl. Markus, Sant'Alvise, Venedig